# Мейпл-Крік (Саскачеван)
Мейпл-Крік (англ. Maple Creek) — містечко в провінції Саскачеван у Канаді. Містечко налічує 2084 мешканців (2016).
Розташоване за 8 кілометрів на південь від Трансканадського шосе.

## Відомі особистості
В поселенні народився:
- Barry Dean — колишній гравець NHL;
- Zack Smith — гравець NHL.